# Brownsville (Oregon)
Brownsville – miasto w Stanach Zjednoczonych, w stanie Oregon, w hrabstwie Linn.